# Comuna Vulcana-Pandele, Dâmbovița
Vulcana-Pandele este o comună în județul Dâmbovița, Muntenia, România, formată din satele Gura Vulcanei, Lăculețe-Gară, Toculești și Vulcana-Pandele (reședința). Comuna se compune din satele Vulcana-Pandele, Gura Vulcanei, Toculești și Lăculețe-Gară. Are 4954 locuitori, 1690 gospodării și 1604 locuințe. Suprafața totală a comunei este de 2508 ha, din care 2257,6 ha extravilan și 250,4 ha intravilan. Activitățile principale ale locuitorilor comunei sunt: mica industrie (tâmplărie, pielărie, împletituri) și agricultura.
Locuitorii comunei beneficiază de servicii poștale, telefonie, cablu TV și transport în comun. De asemenea, comuna este racordată la rețelele de gaze naturale și apă potabilă.

## Geografie

### Așezare
Comuna Vulcana–Pandele se află în partea de nord a județului Dâmbovița, în principal pe malul drept, dar și puțin pe cel stâng, al râului Ialomița, fiind străbătută la vest de pârâul Vulcana. Comunele învecinate sunt: la nord-vest Vulcana-Băi; la nord și nord-est Brănești; la sud, Doicești; la sud-vest Șotânga și la est Glodeni.
Relieful comunei aparține Subcarpaților de curbură. Localitatea este înconjurată de dealuri ce descresc în înălțime, făcând trecerea spre Câmpia Târgoviștei. Rețeaua hidrografică este constituită din Ialomița și afluenții săi, Vulcana și Sticlăria. Nivelul apelor Ialomiței este în general constant, în jurul valorii de 65 cm.
Prin extremitatea sa sud-vestică, aflată pe malul stâng al Ialomiței, comuna este străbătută de șoseaua națională DN71 care leagă Târgoviște de Pucioasa și Sinaia, precum și de calea ferată Târgoviște-Pietroșița, pe care are o stație. Din drumul național, la Vulcana-Pandele se ramifică șoseaua județeană DJ712B care duce către valea Dâmboviței și DN72A la Izvoarele. Pe malul drept al Ialomiței, comuna este străbătută de șoseaua sa principală, drumul județean DJ712, care merge paralel cu cel național, pe celălalt mal al Ialomiței, de la Pucioasa la Târgoviște.

## Demografie
Componența etnică a comunei Vulcana-Pandele
     Români (95,24%)
     Alte etnii (0,17%)
     Necunoscută (4,59%)
Componența confesională a comunei Vulcana-Pandele
     Ortodocși (92,91%)
     Alte religii (2,31%)
     Necunoscută (4,78%)
Conform recensământului efectuat în 2021, populația comunei Vulcana-Pandele se ridică la 4.683 de locuitori, în scădere față de recensământul anterior din 2011, când fuseseră înregistrați 5.134 de locuitori. Majoritatea locuitorilor sunt români (95,24%), iar pentru 4,59% nu se cunoaște apartenența etnică. Din punct de vedere confesional, majoritatea locuitorilor sunt ortodocși (92,91%), iar pentru 4,78% nu se cunoaște apartenența confesională.

## Politică și administrație
Comuna Vulcana-Pandele este administrată de un primar și un consiliu local compus din 13 consilieri. Primarul, George Rotaru[*], de la Partidul Social Democrat, este în funcție din 1 noiembrie 2024. Începând cu alegerile locale din 2024, consiliul local are următoarea componență pe partide politice:
|  | Partid                          | Consilieri | Componența Consiliului | Componența Consiliului | Componența Consiliului | Componența Consiliului | Componența Consiliului | Componența Consiliului | Componența Consiliului | Componența Consiliului |
|  | ------------------------------- | ---------- | ---------------------- | ---------------------- | ---------------------- | ---------------------- | ---------------------- | ---------------------- | ---------------------- | ---------------------- |
|  | Partidul Social Democrat        | 8          |                        |                        |                        |                        |                        |                        |                        |                        |
|  | Alianța pentru Unirea Românilor | 2          |                        |                        |                        |                        |                        |                        |                        |                        |
|  | Partidul Național Liberal       | 2          |                        |                        |                        |                        |                        |                        |                        |                        |
|  | Alianța Dreapta Unită           | 1          |                        |                        |                        |                        |                        |                        |                        |                        |

### Clima
Clima este temperat-continentală, specifică zonei subcarpatice, cu temperaturi medii anuale de 9,5° C. Data medie a primului îngheț este 20 octombrie, iar cea a ultimului îngheț 15 aprilie, durata intervalului fără îngheț fiind de 120 de zile. Media anuală a precipitațiilor atmosferice este de 650 – 700 mm, cu un maxim de 900 mm în luna iunie.

### Flora și fauna
Flora este de tip eurasiatic, zona căreia îi aparține, aflându-se în regiunea euro-siberiană, la interferența provinciei daco-ilirice cu provincia central-europeană est carpatică, în circumscripția Carpaților Meridionali Cristalini.
Din punct de vedere al vegetației, regiunea se încadrează în etajul gorunului, care ocupă cea mai mare parte din suprafața împadurită. Speciile cele mai frecvente sunt: gorunul, carpenul, pluta sau plopul cenușiu, fagul, sovarul, păiușul, cucuta de pădure etc. În lunca Ialomiței si ale pâraielor întâlnim zăvoaie în care predomină speciile de anin, plop alb, plop negru, salcie și răchită.
Cu secole în urmă pădurile acopereau peste 70% din suprafața regiunii, defrișările care s-au produs în ultimul secol, făcând loc pajiștilor și terenurilor de cultură. Pădurile care acoperă încă dealurile din zonă asigură condiții bune de habitat unor specii de animale de interes cinegetic și peisagistic : căprioara, iepurele, veverița, rozătoare mici.
Dintre speciile de păsări de interes cinegetic, în pădurile de fag se întâlnesc cinteza si mierla.
Reptilele sunt reprezentate de gușter și de diferite specii de serpi.

### Cultura
În Vulcana-Pandele există un cămin cultural și o bibliotecă comunală. De asemenea, pe teritoriul comunei se află Casa Memorială a lui Gabriel Popescu, primul gravor în metal din România, care a introdus gravura ca disciplină de studiu la Academia de Arte Frumoase.

### Turism
- Schitul Bunea (1656);
- Casa memorială și muzeul "Gabriel Popescu";
- Zona de agrement Toculești.

## Istorie
La sfârșitul secolului al XIX-lea, comuna Vulcana-Pandele făcea parte din plaiul Ialomița-Dâmbovița al județului Dâmbovița și avea în compunere satele Gura Vulcanei, Făgețel și Vulcana-Pandele, având în aceste sate două biserici, două mănăstiri și o școală. În 1925, comuna avea aceeași compoziție și era arondată plășii Pucioasa din același județ, având în cele trei sate o populație de 2173 de locuitori.
În 1950, comuna a fost trecută în subordinea raionului Pucioasa din regiunea Prahova și apoi (după 1952) în cea a raionului Târgoviște din regiunea Ploiești. În 1968, comuna a revenit la județul Dâmbovița (reînființat), dar a fost imediat desființată, și satele ei au fost incluse în comuna Brănești, comună suburbană a orașului Pucioasa.
Comuna Vulcana-Pandele a fost reînființată în iulie 2002 de atunci având compoziția actuală și fiind subordonată direct județului Dâmbovița.

## Personalități
- Generalul Constantin Olteanu (1928 - 2018), general român comunist. În perioada 29 martie 1980 - 16 decembrie 1985, generalul-locotenent Constantin Olteanu a îndeplinit funcția de ministru al apărării naționale. În această perioadă, Constantin Olteanu a fost avansat la gradul de general-colonel.